# Alḩāşī
Alḩāşī (persiska: الحاصی) är en ort i Iran.   Den ligger i provinsen Khuzestan, i den västra delen av landet, 600 km sydväst om huvudstaden Teheran. Alḩāşī ligger 11 meter över havet och antalet invånare är 153.
Terrängen runt Alḩāşī är mycket platt. Runt Alḩāşī är det ganska tätbefolkat, med 144 invånare per kvadratkilometer. Närmaste större samhälle är Hoveyzeh, 14,6 km norr om Alḩāşī. Trakten runt Alḩāşī är ofruktbar med lite eller ingen växtlighet.